# 克莱尔的相机
《克莱尔的相机》（法语：La caméra de Claire；韩语：클레어의 카메라）是由洪常秀编剧、制作、执导，由伊莎贝尔·于佩尔和金敏喜领衔主演的剧情片。影片于2017年5月21日在戛纳电影节特别放映部分展出，总片长69分钟。

## 剧情
全曼熙作为电影销售员前往戛纳电影节，却被老板解雇。之后，她遇到了一位老师兼摄影师克莱尔。克莱尔相信她的摄影可以改变被拍摄者的生活。在相处中，克莱尔渐渐与曼熙建立起友谊，并决定帮助曼希找回工作。

## 人物
- 伊莎贝尔·于佩尔 饰 克莱尔
- 金敏喜 饰 全曼熙
- 张美姬 饰 南阳惠
- 郑进永 饰 邵万秀
- Yoon Hee-sun
- Lee Wan-min
- Kang Taeu
- Mark Peranson
- Shahira Fahmy

## 制作与发行
2016年5月，导演洪常秀宣布将开始新电影《克莱尔的相机》的执导和拍摄，相关演员包括伊莎贝尔·于佩尔、金敏喜、郑进永、张美姬等。影片以2016年戛纳电影节为背景拍摄，并在2017年8月由Cinema Guid获准美国电影发行权。